# گروه محاسباتی معتمد
گروه محاسباتی معتمد (یا به‌طور مخف TCG) گروهی است که توسط ای‌ام‌دی، هیولت پاکارد، آی‌بی‌ام، اینتل و مایکروسافت برای پیاده‌سازی مفاهیم محاسبات معتمد در رایانه‌های شخصی تشکیل شده‌است. گروه محاسبات معتمد در سال ۲۰۰۳ به عنوان جانشین اتحادیه بستر محاسباتی معتمد (یا به‌طور مخفف TCPA) که قبلاً در سال ۱۹۹۹ شکل گرفته بود، معرفی شد. بسیاری از شرکت‌های دیگر از آن زمان به گروه محاسبات معتبر پیوستند، از جمله Wave Systems Corp , Digital Management, Inc. ، سیسکو، لنوو، اینفینئون، ژونیپر نتورکس و فوجیتسو.

## تاریخ
در ۱۱ اکتبر ۱۹۹۹، اتحادیه بسترهای محاسباتی معتمد (یا به‌طور مخفف TCPA)، کنسرسیومی از شرکتهای مختلف فناوری از جمله Compaq , Hewlett-Packard , IBM , اینتل و مایکروسافت با هدف ارتقاء اعتماد و امنیت در بسترهای محاسباتی شخصی، شکل گرفت. در نوامبر ۱۹۹۹، TCPA کنفرانس تأسیس خود را برگزار کرد و اعلام کرد که بیش از ۷۰ شرکت سخت‌افزاری و نرم‌افزاری برجسته از زمان آغاز به کار در طی یک ماه گذشته به این اتحادیه پیوسته‌اند. در تاریخ ۳۰ ژانویه سال ۲۰۰۱، TCPA نسخه ۱٫۰ از مشخصات بسترهای محاسباتی معتمد ( یا به‌طور مخفف TCPS) خود را با هدف «فراهم سازی مسیر مشخصی برای صنعت که اعتماد به بسترها و محیط‌های محاسباتی را تسهیل کند» معرفی کرد. در ماه دسامبر، TCPA نسخه 1.1a از مشخصات بسترهای محاسباتی معتمد خود را منتشر کرد. IBM اولین تولیدکننده تجهیزات اصلی بود که ویژگی‌های سخت‌افزاری را بر اساس نسخه ۱٫۱ از مشخصات بسترهای محاسباتی معتمدِ TCPA را با معرفی رایانه قابل حمل ThinkPad T30 خود در تاریخ ۲۴ آوریل ۲۰۰۲، توانست در خود بگنجاند. در سال ۲۰۰۳، TCPA با تأکید بیشتر بر اعتماد به دستگاه‌های قابل حمل، مانند تلفن‌های همراه و PDAها، توسط گروه محاسباتی معتمد محقق شد.

## بررسی اجمالی
هدف اصلی TCG، توسعهٔ یک ماژول بسترهای معتمد ( یا به‌طور مخفف TPM) بود، یک هسته ip نیمه هادی یا مدار مجتمع که مطابق ویژگی‌های ماژول بسترهای معتمد توسط گروه محاسباتی معتمد مطرح شد و قرار است با رایانه‌ها ادغام شود تا ویژگی‌های محاسباتی معتمد را فعال کنند. عملکرد سازگار با TCG از آن زمان به‌طور مستقیم درون تراشههای خاص [به‌طور مشخص] در بازارهای انبوه، ادغام شده‌است.
TCG همچنین اخیراً نسخه اول مشخصات پروتکل اتصال شبکه معتمد (یا به‌طور مخفف TNC) خود را بر اساس اصول AAA منتشر کرده‌است، اما اضافه کردن قابلیت ارائه مجوز به مشتریان شبکه بر اساس پیکربندی سخت‌افزار، BIOS، نسخه هسته و چه نسخه‌های جدیدی به سیستم عامل و نرم‌افزار ضد ویروس و غیره نیز اعمال شده‌اند.
در سال ۲۰۰۹، TCG مجموعه ای از مشخصات را منتشر کرد که پروتکل ارتباط با درایوهای دیسک رمزگذاری شده، را توصیف می‌کند. مشخصات معماری هسته حافظهِ (Storage Core Architectue Specification) گروه کاری ذخیره سازیِ ( مخفف SWG) TCG، به‌طور مفصل نحوه پیاده‌سازی و استفاده از خدمات معتمد و امنیتی در دستگاه‌های ذخیره‌سازی را شرح می‌دهد. مشخصات کلاس زیرسیستم امنیتی (SSC)، ویژگی‌های مورد نیاز برای کلاس‌های خاص از دستگاه‌ها را توصیف می‌کند. به‌طور خاص، Enterprise SSC حداقل الزامات را برای مراکز داده و دستگاه‌های کلاس سرور را تعریف می‌کند در حالی که Opal SSC حداقل نیاز دستگاه‌های مشتری را تعیین می‌کند.
سازنده سیستم‌های مبتنی بر TPM کنترل کاملی بروی اینکه چه نرم‌افزارهایی بروی سیستم‌هایشان اجرا شود یا نشود، دارد. در بعضی موارد، سازنده حتی می‌تواند مجوز پیکربندی سخت‌افزاری که مالک، قانونی خریداری کرده را به وی اعطا کند یا برعکس، مالک را در استفاده کامل از کالای خود محدود کند. این شامل امکان وجود یک سیستم عامل (OS) است، چه توسط کاربر انتخاب شود و چه قبل از خرید روی سخت‌افزار از قبل نصب شده باشد، که از بارگیری نرم‌افزارهای بدون مجوز خودداری می‌کند (به عنوان مثال، مایکروسافت، همان‌طور که در جزئیات بیشتر در زیر شرح داده شده‌است)، اما آن محدودیت‌ها باید توسط سیستم عامل اعمال شود و نه توسط تکنولوژی TCG. آنچه در این حالت TPM فراهم می‌کند، توانایی برای سیستم عامل است تا بتواند نرم‌افزار را به پیکربندی ماشینی خاص قفل کند (منظور از قفل کردن، ایجاد وابستگی به سازنده)، به این معنی که نسخه‌های «هک شده» سیستم عامل‌ها که برای دور زدن این محدودیت‌ها طراحی شده‌اند، کارایی نداشته باشد. این نگرانی مشروع وجود دارد که سازندگان سیستم عامل بتوانند از این قابلیت‌ها برای محدود کردن اینکه کدام نرم‌افزارها تحت سیستم عامل خود بارگیری شود، استفاده کنند (صدمه زدن به شرکتهای نرم‌افزاری کوچک یا ارائه دهندگان نرم‌افزار متن باز / Shareware/ freeware یا باعث ایجاد وابستگی به سازنده در برخی از قالب‌های داده شود) و مایکروسافت پیش از این اظهار داشته که آن‌ها این محدودیت گذاری بروی اینکه کدام نرم‌افزار مجوز اجرا شدن بروی ویندوزهای خود را دارد، را با ویندوز ۸ بروی ARM شروع خواهند کرد.
TPM را می‌توان در رابطه با راه انداز استفاده کرد تا اطمینان حاصل شود که فقط سیستم عامل‌های تأیید شده از طرف سازنده در حال اجرا هستند. این می‌تواند سیستم عامل‌های جایگزین، از جمله سیستم عامل‌های رایگان یا متن باز، را از اجرایشان محدود کند. به عنوان مثال، مایکروسافت به ماشینهای x86 / x64 که همراه با ویندوز ۸ می‌باشند، به فعال داشتن Secure Boot آنها به‌طور پیش فرض، نیاز دارد، که این عامل خود باعث شده سازندگان سیستم عامل‌های دیگر از طریق مایکروسافت مبلغی را پرداخت کنند تا اطمینان حاصل شود که سیستم عامل آنها توسط کاربر نصب خواهد شد. علاوه بر این، هر دستگاه ARM که ویندوز ۸ را حمل می‌کند، امکان نصب سیستم عامل دیگری را ندارد.
در عین حال، چندین پروژه وجود دارد که با پشتیبانی TPM در سیستم عامل‌های رایگان آزمایش می‌شوند، برای مثال چند پروژه ای که شامل درایور دستگاه مبتنی بر TPM برای لینوکس باشد، یک پیاده‌سازی متن باز از پشته نرم‌افزارهای معتمدِ TCG به نام TrouSers (همچنین قابل حمل به ویندوز ویستا و ویندوز ۷ در سال 2010)، یک رابط جاوا با قابلیت‌های TPM به نام TPM/J , و یک نسخه مبتنی بر TPM از راه انداز گراب به نام TrustedGrub.

## پروژه‌های مرتبط
مشخصات TPM 1.1 یک بستر استاندارد رایانه شخصی مجهز به تراشه TPM را پیش‌بینی می‌کرد. در این سناریو، تراشه TPM می‌تواند به عنوان حافظه کلید سخت‌افزاری عمل کند. علاوه بر این، می‌تواند اندازه‌گیری‌های مرتبط با بستر (یعنی هش نرم‌افزارهای مختلف) را پیگیری کند و قادر به تولید اظهارات مشخصی در مورد زنجیره نرم‌افزارهای در حال اجرا، باشد. به‌خصوص حالت بعدی از اجرا، ثابت کرد که در عمل غیرممکن بود، زیرا تعداد نرم‌افزاری که باید اندازه‌گیری و قابل اعتماد باشد بسیار زیاد است. این شامل (علاوه بر سفت افزار سیستم) سیستم عامل، درایورها و برنامه‌های کاربردی است؛ بنابراین، بسیاری از پروژه‌های مرتبط با TPM در حال پیشرفت است، هدف از این کار امکان راه اندازی و اندازه‌گیری یک زیر محیط قابل اعتماد از درون یک محیط غیرقابل اعتماد است. مشخصات TPM 1.2 برای تطبیق این حالت اجرایی بهبود یافته‌است.
علاوه بر این، تغییرات سخت‌افزاری در CPU و چیپست مورد نیاز است (توجه داشته باشید که این مسئله نباید با دخالت عملکرد TPM در چیپست اشتباه گرفته شود، هرچند که این نیز یک احتمال است). اینتل رویکرد خود را برای این موضوع فناوری اجرایی معتمد ( یا به‌طور مخفف TXT) می‌نامد. بسیاری از پردازنده‌های اینتل Core 2 Duo برای پشتیبانی از این توسعه‌ها تبلیغ می‌شوند. با این حال، پشتیبانی مبتنی بر چیپست برای عملیاتی کردن برنامه‌های افزودنی مورد نیاز است. در حال حاضر، چیپست اینتل Q35 Express از TXT پشتیبانی می‌کند. علاوه بر پشتیبانی مبتنی بر چیپست، مادربرد نیز باید ویژگی تراشه TPM 1.2 را پشتیبانی کند. اینتل در حال حاضر DQ35MP و DQ35JO را مطابق با این فناوری تبلیغ می‌کند. اولین کاربرد این فناوری مجموعه بهبودهای مدیریتی تحت نام تجاری vPro خواهد بود. بسترهای AMD تحت عنوان حالت استثناء امن وجود دارند.
در سال ۲۰۰۲–۲۰۰۳، مایکروسافت ابتکاری به نام نسل بعدی پایه محاسباتی امن (یا سابقاً پالادیوم Palladium) را معرفی کرد. این اساساً تصویری از چگونگی اینکه تراشه TPM 1.2، پردازنده مرکزی، چیپست و نرم‌افزار می‌تواند یک محیط و اکوسیستم نرم‌افزاری را فراهم کند که در آن برنامه‌های معتمد (از طریق ویندوز «معمولی» راه اندازی شوند) بتوانند توسعه یابند. Intel TXT و AMD SEM را می‌توان به عنوان تحقق بخش سخت افزاریِ چشم‌انداز NGSCB دانست.
با توجه به مشکلات قابل توجه در ایجاد یک پیاده‌سازی عملی که توسعه دهندگان شخص ثالث علاقه‌مند به استفاده و در دسترس نبودن پیشرفت‌های مربوط به CPU و چیپست، به همین سبب NGSCB با ویندوز ویستا مایکروسافت گنجانده نشده‌است. در عوض، ویستا با چند فناوری قابل حمل است که می‌تواند زیر مجموعه ای از عملکردهای تراشه TPM استفاده کند (اما نه از TXT اینتل یا AMD SEM)، مانند رمزگذاری درایو BitLocker و نسخه جدید API رمزنگاری مایکروسافت.

## نقد
این گروه با مخالفت گسترده‌ای از طرف جامعه نرم‌افزار آزاد روبه رو شده‌است به این دلیل که فناوری ای که آنها در حال توسعه هستند تأثیر منفی بر حریم شخصی کاربران می‌گذارد و می‌توانند موضوع وابستگی سازنده برای مشتری را ایجاد کنند، به ویژه اگر از آن برای ایجاد برنامه‌های DRM استفاده شود. این انتقاد از جوامع GNU / Linux و FreeBSD و همچنین از جامعه توسعه نرم‌افزار، به‌طور کلی دریافت شده‌است. واکنش جدی در میان گروه محاسباتی معتمد در جریان سخنرانی ریچارد استالمن در کنفرانس هکرها در سیاره زمین در ژوئیه ۲۰۰۶، در نیویورک وجود داشت. ریچارد استالمن و بنیاد نرم‌افزار آزاد نیز در سخنان دیگر از این گروه علناً انتقاد کرده‌اند. در این انتقاد به جای آن که از نام «محاسباتی معتمد» استفاده کند از «محاسباتی خیانتکار» استفاده می‌کرد و هشدار می‌دهد که سازندگان می‌توانند نرم‌افزاری را که به‌طور رسمی توسط سازندگان خاص امضا نشده‌است (تأیید نشده) قفل کنند، و آن را غیرقابل استفاده جلوه دهند.
نگرانی‌های مربوط به حریم خصوصی با TCG حول این واقعیت است که هر TPM دارای یک جفت کلید منحصر به فرد به نام "کلید تأییدیه" است که این بستر را شناسایی می‌کند. در نسخه‌های اولیه TPM (نسخه ۱٫۱)، TCG با پیشنهاد استفاده از " Privacy CA " (مرجع صدور گواهی حریم خصوصی دیجیتال) که می‌تواند گواهی نامه‌های دستگاه با نام مستعار را تأیید کند، نگرانی‌های مربوط به حریم خصوصی را برطرف کرد. با داشتن اعتبارنامه‌های جداگانه برای تعامل با بخش‌های مختلف، اقدامات نمی‌توانند بهم متصل شوند، و بنابراین مقداری سطح امنیتی فراهم می‌شود. اما، این نیاز به اعتماد به Privacy CA دارد، که هنوز هم می‌تواند نام مستعار را به شناسه مشترک ارتباط دهد و اعتبار دستگاه را شناسایی کند. از آنجا که این نگرانی‌های حل نشده در مورد حفظ حریم خصوصی باقی مانده‌است، نسخه ۱٫۲ از مشخصات TPM "تصدیق مستقیم ناشناس" را معرفی کرد: پروتکل مبتنی بر ایده اثبات دانایی صفر که به کاربر TPM اجازه می‌دهد تا یک گواهینامه را بگونه ای دریافت کند که Privacy CA قادر به ارتباط دادن درخواست‌ها به یک کاربر یا بستر واحد نباشد، در حالی که هنوز هم می‌تواند TPMهای سرکش را شناسایی کند.
نگرانی‌های حریم خصوصی برای TPM زمانی افزایش یافت که کریستوفر تارنوفسکی روش‌هایی را برای دسترسی و به خطر انداختن ظرفیت حافظه‌های غیرفرار Infineon TPM که شامل داده‌های کاربر است را در ارائه کلاه سیاه ۲۰۱۰ مطرح کرد.

## استانداردسازی ISO
تلاش برای استانداردسازی مشخصات TCG توسط ISO برای اولین بار در اکتبر ۲۰۰۷ شروع شد. انتظار براین بود که اعضای عضو ISO / DIS JTC1 نظر خود را تا ۲۴ ژوئیه ۲۰۰۸ به ISO ارسال کنند. در ۱۸ مه ۲۰۰۹، TCG موفق شد استانداردسازی را برای مشخصات TPM خود بدست آورد:
- ISO / IEC 11889-1: 2009 فناوری اطلاعات— ماژول بسترهای معتمد — قسمت ۱: بررسی اجمالی
- ISO / IEC 11889-2: 2009 فناوری اطلاعات— ماژول بسترهای معتمد — ۲ قسمت ۲: اصول طراحی
- ISO / IEC 11889-3: 2009 فناوری اطلاعات— ماژول بسترهای معتمد — قسمت ۳: سازه‌ها
- ISO / IEC 11889-4: 2009 فناوری اطلاعات — ماژول بسترهای معتمد — قسمت ۴: دستورها

## اعضا
از اوت سال ۲۰۱۴، تقریباً ۱۰۰ مروج، مشارکت کننده یا پذیرنده مشخصات TCG هستند.

هزینه عضویت بسته به سطح متفاوت است. مروجین (پیش برنده‌ها) مبلغ عضویت سالیانه ۳۰٬۰۰۰ دلار را پرداخت می‌کنند، مشارکت کنندگان ۱۵۰۰۰ دلار پرداخت می‌کنند و بسته به اندازه شرکت، پذیرندگان هزینه‌های عضویت سالانه یا ۲۵۰۰ دلار یا ۷۵۰۰ دلار را پرداخت می‌کنند.
| 1. 2. 3. 4. 5. 6. 7. 8. 9. 10. 11. 12. 13. 14. 15. 16. 17. 18. 19. 20. - Official website |